# Gajac
Cet article possède un paronyme, voir Gaillac.
Pour les articles homonymes, voir Gajac (homonymie).
Gajac est une commune du Sud-Ouest de la France, située dans le département de la Gironde (région Nouvelle-Aquitaine).
Ses habitants sont appelés les Gajacais.

## Géographie

### Localisation
La commune se trouve au cœur du Bazadais, à 64 km au sud-est de Bordeaux, chef-lieu du département, à 20 km au sud-est de Langon, chef-lieu d'arrondissement et à 7,5 km à l'est de Bazas, ancien chef-lieu de canton.

### Communes limitrophes
Les communes limitrophes en sont Gans au nord, Sendets à l'est, Birac au sud, Saint-Côme au sud-ouest et Bazas à l'ouest.
|            | Gans  |         |
| Bazas      | Gajac | Sendets |
| Saint-Côme | Birac |         |

### Climat
Pour des articles plus généraux, voir Climat de la Nouvelle-Aquitaine et Climat de la Gironde.
Historiquement, la commune est exposée à un climat océanique aquitain.  
En 2020, Météo-France publie une typologie des climats de la France métropolitaine dans laquelle la commune est exposée à un climat océanique et est dans la région climatique  Aquitaine, Gascogne, caractérisée par une pluviométrie abondante au printemps, modérée en automne, un faible ensoleillement au printemps, un été chaud (19,5 °C), des vents faibles, des brouillards fréquents en automne et en hiver et des orages fréquents en été (15 à 20 jours).
Pour la période 1971-2000, la température annuelle moyenne est de 12,9 °C, avec une amplitude thermique annuelle de 14,9 °C. Le cumul annuel moyen de précipitations est de 851 mm, avec 10,7 jours de précipitations en janvier et 6,6 jours en juillet. Pour la période 1991-2020, la température moyenne annuelle observée sur la station météorologique la plus proche, située sur la commune de Cazats à 7 km à vol d'oiseau, est de 13,7 °C et le cumul annuel moyen de précipitations est de 825,5 mm,. Pour l'avenir, les paramètres climatiques de la commune estimés pour 2050 selon différents scénarios d’émission de gaz à effet de serre sont consultables sur un site dédié publié par Météo-France en novembre 2022.

## Urbanisme

### Typologie
Au 1er janvier 2024, Gajac est catégorisée commune rurale à habitat dispersé, selon la nouvelle grille communale de densité à sept niveaux définie par l'Insee en 2022.
Elle est située hors unité urbaine. Par ailleurs la commune fait partie de l'aire d'attraction de Bazas, dont elle est une commune de la couronne,. Cette aire, qui regroupe 18 communes, est catégorisée dans les aires de moins de 50 000 habitants,.

### Occupation des sols

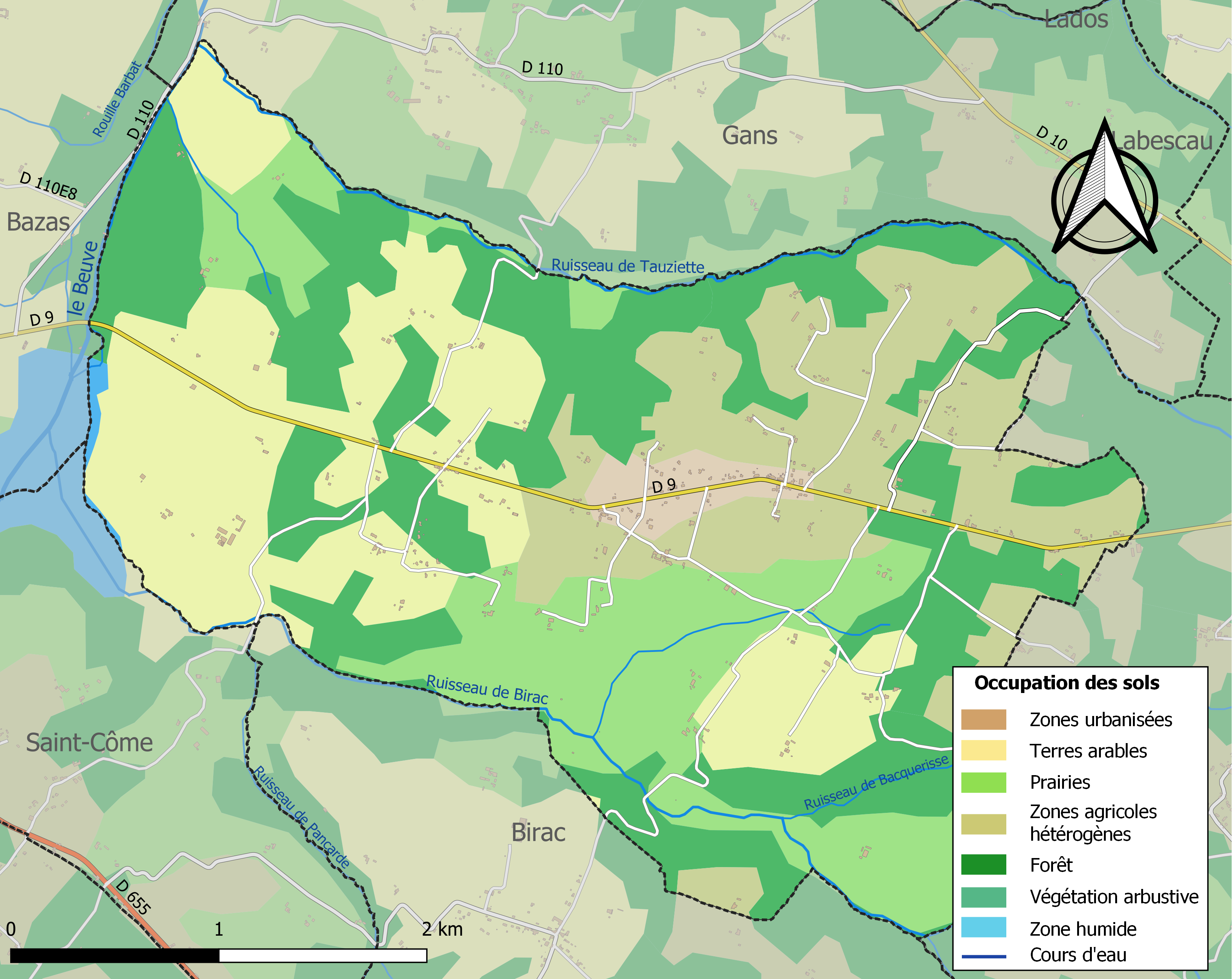
Carte des infrastructures et de l'occupation des sols de la commune en 2018 (CLC).

L'occupation des sols de la commune, telle qu'elle ressort de la base de données européenne d’occupation biophysique des sols Corine Land Cover (CLC), est marquée par l'importance des territoires agricoles (64,7 % en 2018), en diminution par rapport à 1990 (71,5 %). La répartition détaillée en 2018 est la suivante : 
forêts (32,6 %), terres arables (25,2 %), zones agricoles hétérogènes (20,1 %), prairies (19,5 %), zones urbanisées (2,2 %), eaux continentales (0,4 %). L'évolution de l’occupation des sols de la commune et de ses infrastructures peut être observée sur les différentes représentations cartographiques du territoire : la carte de Cassini (XVIIIe siècle), la carte d'état-major (1820-1866) et les cartes ou photos aériennes de l'IGN pour la période actuelle (1950 à aujourd'hui).

### Voies de communication et transports
La commune est traversée, dans le bourg, par la route départementale D 9 qui mène, vers l'ouest, à Bazas et vers le nord-est, à Aillas et au-delà à La Réole.

L'accès le plus proche à l'autoroute A62 (Bordeaux-Toulouse) est celui de  4 La Réole, distant de 13 km par la route vers le nord-nord-est.

L'accès  1 Bazas à l'autoroute A65 (Langon-Pau) se situe à 9,5 km vers l'ouest.
La gare SNCF la plus proche est celle, distante de 20 km par la route vers le nord-ouest, de Langon sur la ligne Bordeaux-Sète du TER Nouvelle-Aquitaine.

### Risques majeurs
Le territoire de la commune de Gajac est vulnérable à différents aléas naturels : météorologiques (tempête, orage, neige, grand froid, canicule ou sécheresse), inondations, mouvements de terrains et séisme (sismicité très faible). Un site publié par le BRGM permet d'évaluer simplement et rapidement les risques d'un bien localisé soit par son adresse soit par le numéro de sa parcelle.
La commune a été reconnue en état de catastrophe naturelle au titre des dommages causés par les inondations et coulées de boue survenues en 1982, 1999 et 2009,.
Les mouvements de terrains susceptibles de se produire sur la commune sont des tassements différentiels.

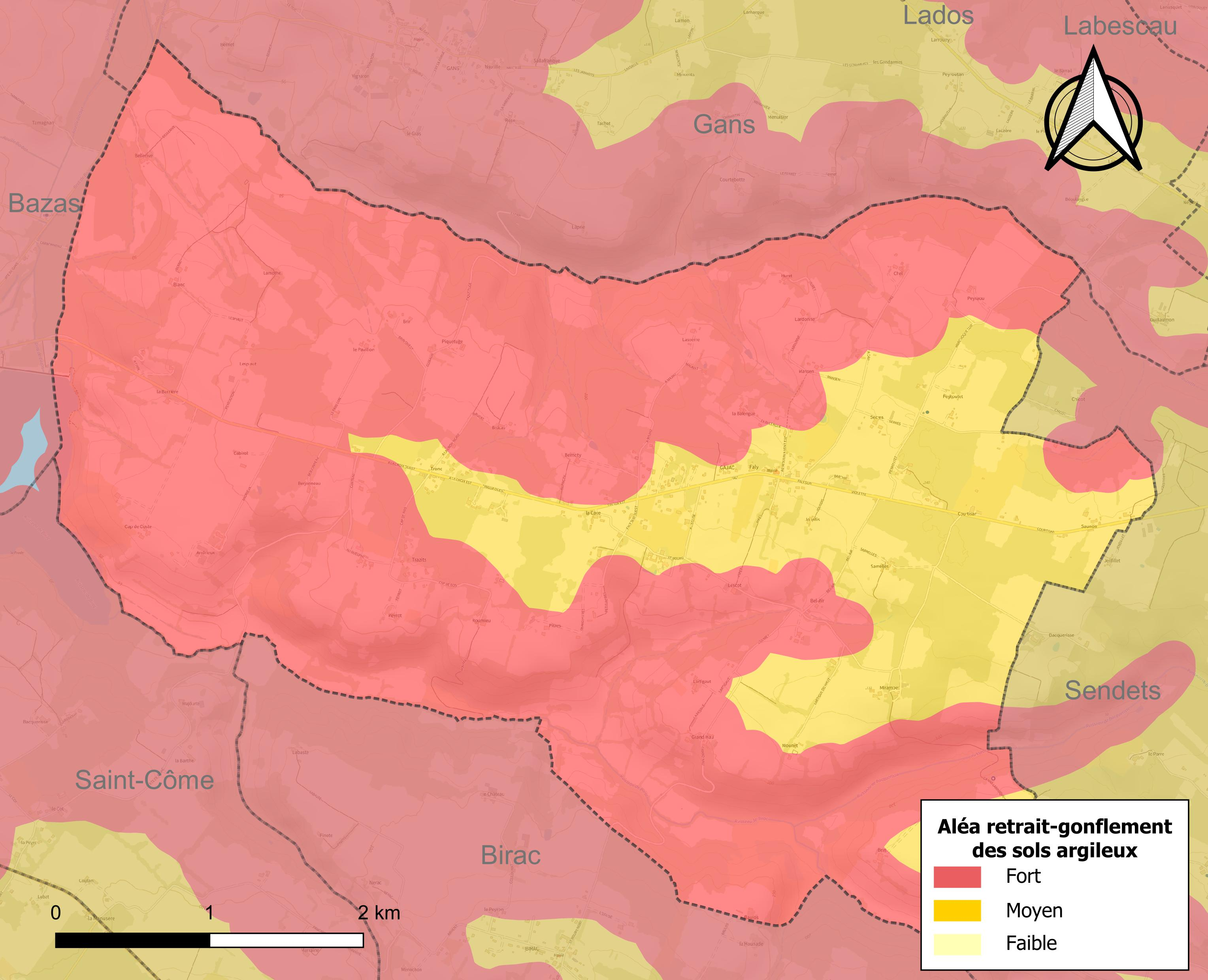
Carte des zones d'aléa retrait-gonflement des sols argileux de Gajac.

Le retrait-gonflement des sols argileux est susceptible d'engendrer des dommages importants aux bâtiments en cas d’alternance de périodes de sécheresse et de pluie. La totalité de la commune est en aléa moyen ou fort (67,4 % au niveau départemental et 48,5 % au niveau national). Sur les 198 bâtiments dénombrés sur la commune en 2019, 198 sont en aléa moyen ou fort, soit 100 %, à comparer aux 84 % au niveau départemental et 54 % au niveau national. Une cartographie de l'exposition du territoire national au retrait gonflement des sols argileux est disponible sur le site du BRGM,.
Par ailleurs, afin de mieux appréhender le risque d’affaissement de terrain, l'inventaire national des cavités souterraines permet de localiser celles situées sur la commune.
Concernant les mouvements de terrains, la commune a été reconnue en état de catastrophe naturelle au titre des dommages causés par la sécheresse en 1995, 2005, 2011, 2015 et 2017 et par des mouvements de terrain en 1999.

## Toponymie
Selon Patrice-John O'Reilly, le nom du village est attesté dans les anciens cartulaires du prieuré de La Réole sous les formes Gothjacum puis Gaujiacum (cf. Essai sur l'histoire de la ville et de l'arrondissement de Bazas, p. 343), la première forme étant liée à l'attraction du nom des Goths, installés dans la région de Bazas au début du Ve siècle.
Il s'agit du type toponymique Gaiacum commun en France et ailleurs, formé sur Gaius, nom de personne latin fréquent, suivi du suffixe gallo-romain -acum « lieu de, propriété de » (du gaulois -acon, lui-même du proto-celtique *-āko-). Il existe un équivalent entièrement latin Gajan (Gajan (Ariège), Gajan (Gard), Gaja-la-Selve, etc.) formé avec le suffixe latin -anum.
La forme Gajac est de type occitan, comme celle des cinq autres villages ou lieux-dits, La Roque-Gajac (La Roque-Gageac) sur la Dordogne, Gageac-et-Rouillac, le quartier de Gajac à Saint-Médard-en-Jalles dans la Métropole de Bordeaux, qui comprend le château de Gajac (une ancienne motte féodale) et le moulin de Gajac, Gajac près de Rodez (Onet-le-Château), et le moulin de Gajac autour duquel a été bâtie la bastide de Villeneuve-sur-Lot. Ils se trouvent tous en Guyenne. En revanche, les formes d'oïl et franco-provençale sont du type Geay (Charente-Maritime), Geay (Deux-Sèvres), Gée, Gy, etc..
Le patronyme Gajac est lui aussi concentré en Guyenne, plutôt du côté de Villefranche-du-Queyran, Tonneins, Couthures, Marmande. C'est probablement après le XIe siècle que ces familles ont pris le nom du lieu dans lequel elles habitaient. Il y a trace de quelques petites seigneuries de Gajac mais la guerre de Cent Ans a fait des ravages et de nombreuses familles et tant d'écrits ont été détruits ou dispersés.
Il existe un village Gajac en Croatie, sur l'île de Pag en Dalmatie, mais il s'agit dans ce cas d'un mot croate homographe.

## Histoire
À la Révolution, les paroisses Saint-Martin de Gajac et Saint-Christophe de Trazits forment la commune de Gajac.

## Politique et administration
| Période                                  | Période              | Identité               | Étiquette | Qualité              |
| ---------------------------------------- | -------------------- | ---------------------- | --------- | -------------------- |
| mars 1983                                | octobre 2007 (décès) | Pierre Laborde         |           |                      |
| novembre 2007                            | mai 2020             | Bruno Dionis du Séjour |           | Agriculteur retraité |
| mai 2020                                 | En cours             | Pascal Losse           |           | Artisan charpentier  |
| Les données manquantes sont à compléter. |                      |                        |           |                      |

## Démographie
L'évolution du nombre d'habitants est connue à travers les recensements de la population effectués dans la commune depuis 1793. Pour les communes de moins de 10 000 habitants, une enquête de recensement portant sur toute la population est réalisée tous les cinq ans, les populations de référence des années intermédiaires étant quant à elles estimées par interpolation ou extrapolation. Pour la commune, le premier recensement exhaustif entrant dans le cadre du nouveau dispositif a été réalisé en 2006.

En 2022, la commune comptait 370 habitants, en évolution de −4,39 % par rapport à 2016 (Gironde : +6,91 %, France hors Mayotte : +2,11 %).
| 1793 | 1800 | 1806 | 1821 | 1831 | 1836 | 1841 | 1846 | 1851 |
| ---- | ---- | ---- | ---- | ---- | ---- | ---- | ---- | ---- |
| 908  | 735  | 710  | 699  | 757  | 732  | 752  | 720  | 670  |

| 1856 | 1861 | 1866 | 1872 | 1876 | 1881 | 1886 | 1891 | 1896 |
| ---- | ---- | ---- | ---- | ---- | ---- | ---- | ---- | ---- |
| 650  | 614  | 641  | 610  | 603  | 628  | 615  | 588  | 529  |

| 1901 | 1906 | 1911 | 1921 | 1926 | 1931 | 1936 | 1946 | 1954 |
| ---- | ---- | ---- | ---- | ---- | ---- | ---- | ---- | ---- |
| 535  | 528  | 482  | 440  | 397  | 395  | 410  | 366  | 370  |

| 1962 | 1968 | 1975 | 1982 | 1990 | 1999 | 2006 | 2011 | 2016 |
| ---- | ---- | ---- | ---- | ---- | ---- | ---- | ---- | ---- |
| 348  | 336  | 335  | 330  | 363  | 323  | 374  | 384  | 387  |

| 2021 | 2022 | - | - | - | - | - | - | - |
| ---- | ---- | - | - | - | - | - | - | - |
| 371  | 370  | - | - | - | - | - | - | - |

## Lieux et monuments
- L'église Saint-Martin au sud du bourg, de style roman, date, à l'origine, du XIIe siècle et est inscrite à l'inventaire des monuments Historiques en 1925[28].
- Dans l'ouest de la commune, se trouve l'église Saint-Christophe dite de Trazits (du nom de l'écart où elle se situe) et qui date également du XIIe siècle.

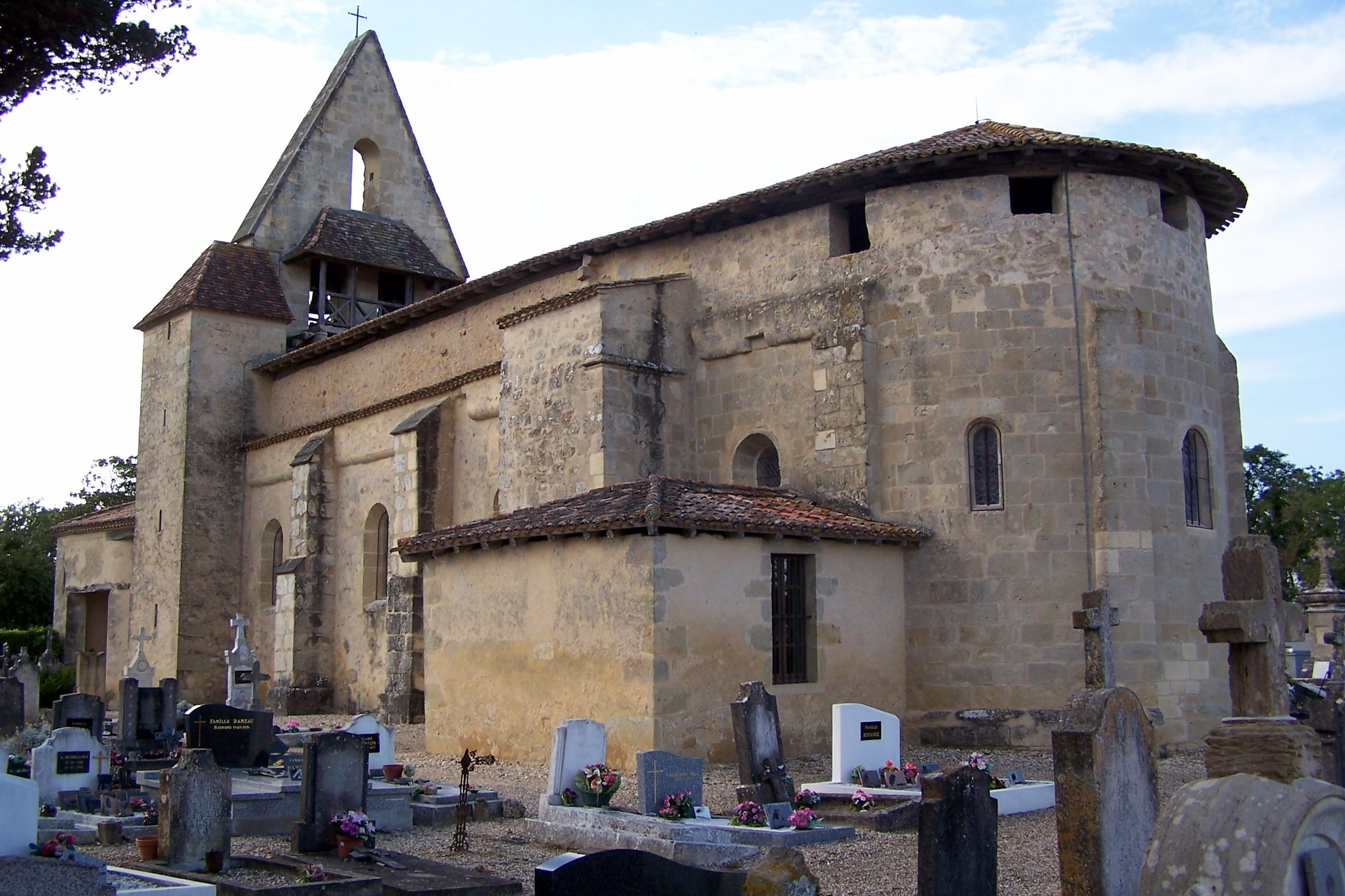
Vue sud-est de l'église Saint-Martin, le chevet (sept. 2011)
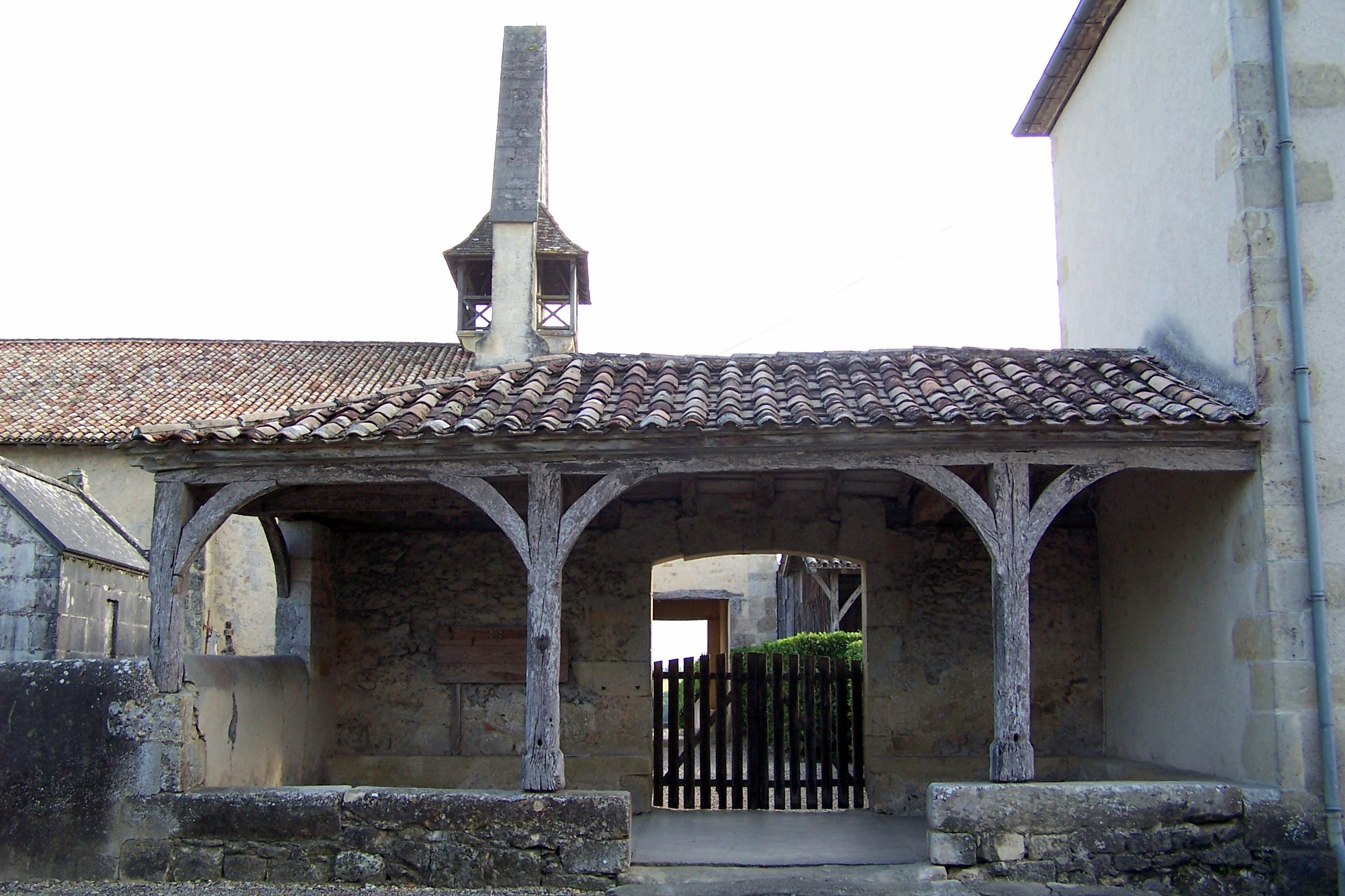
Le porche d'accueil de l'église Saint-Martin (sept 2011)
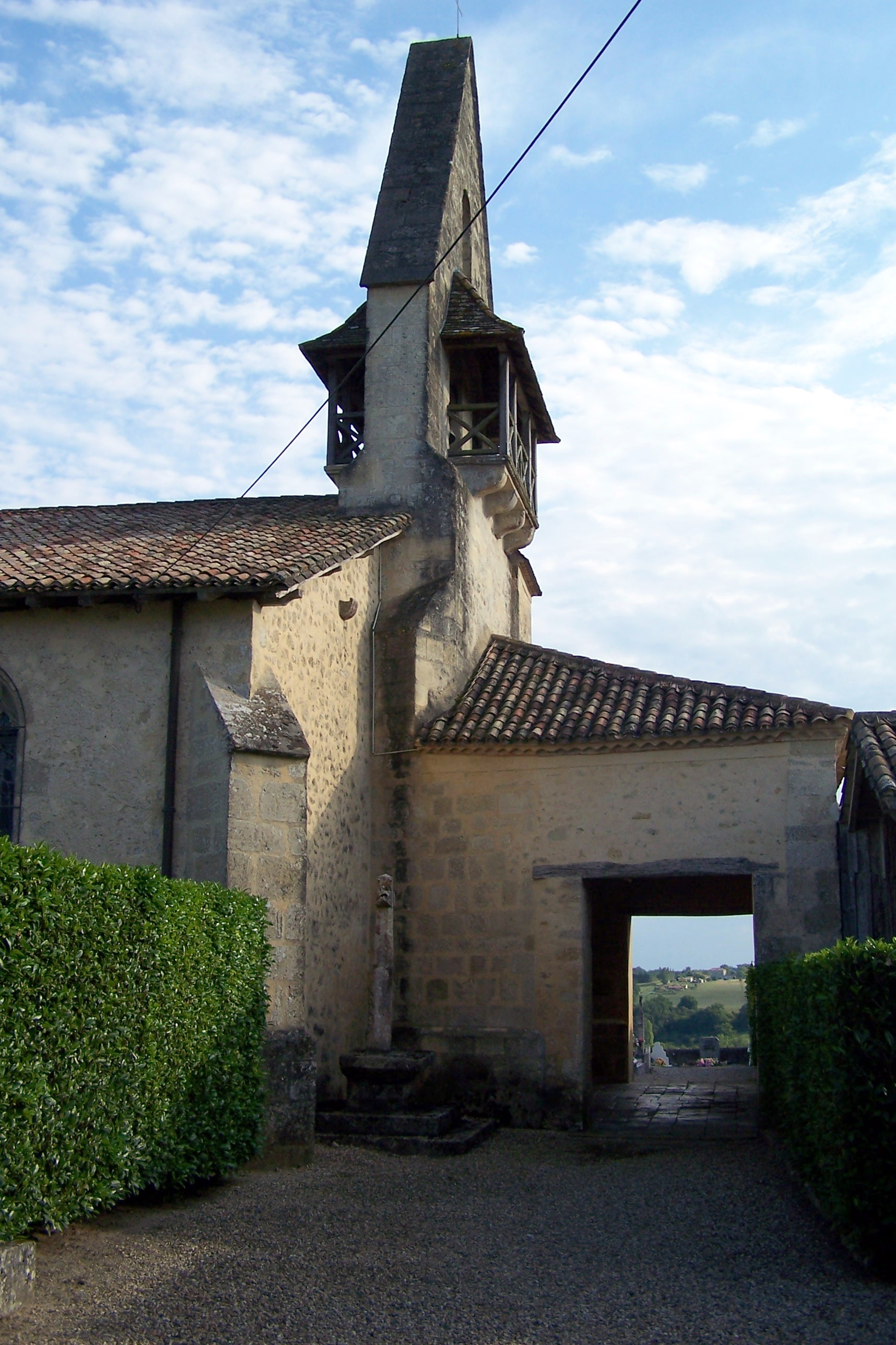
Porche et clocher-pignon de l'église Saint-Martin (sept 2011)
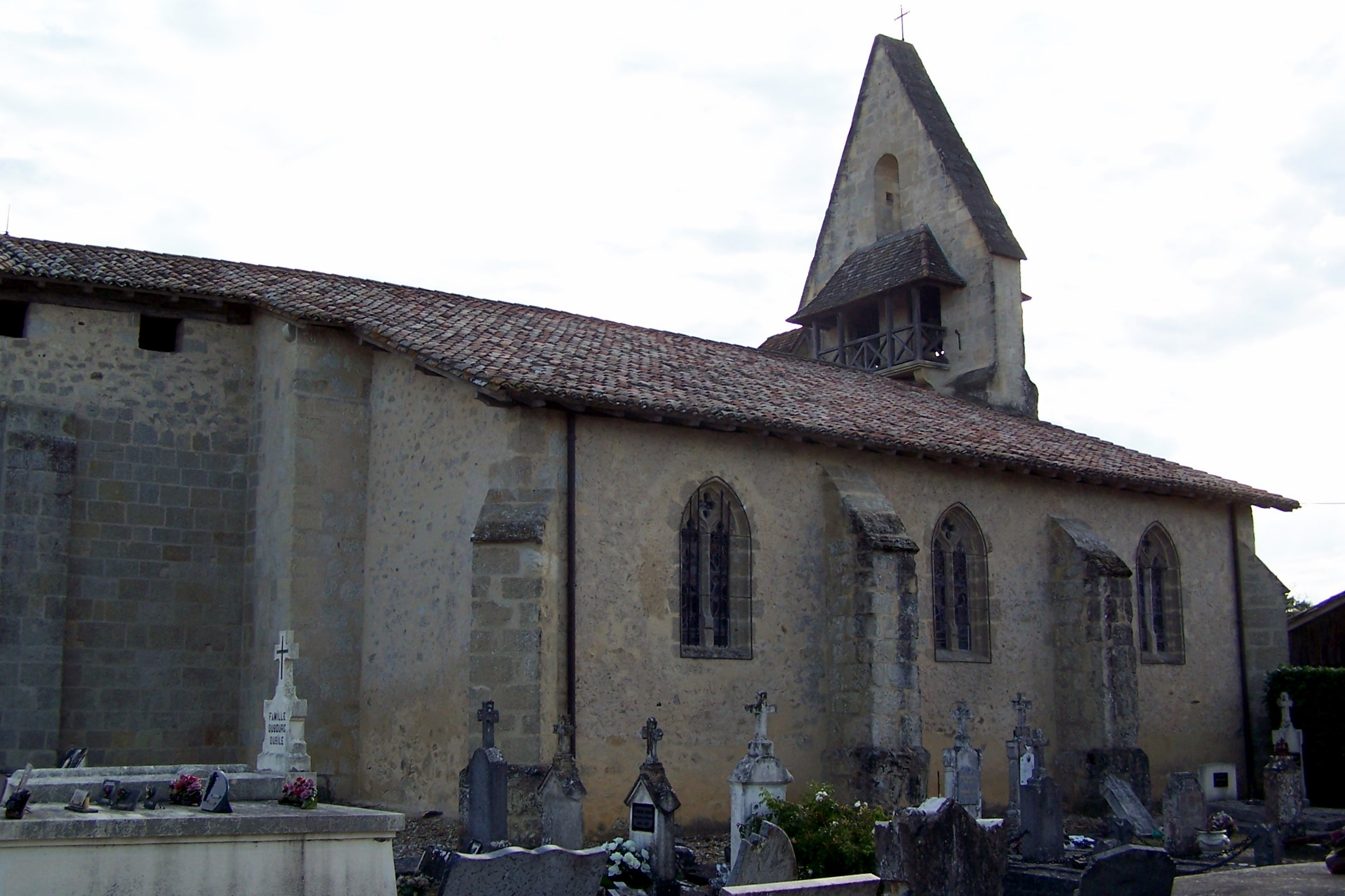
Vue nord-est de l'église Saint-Martin (sept 2011)
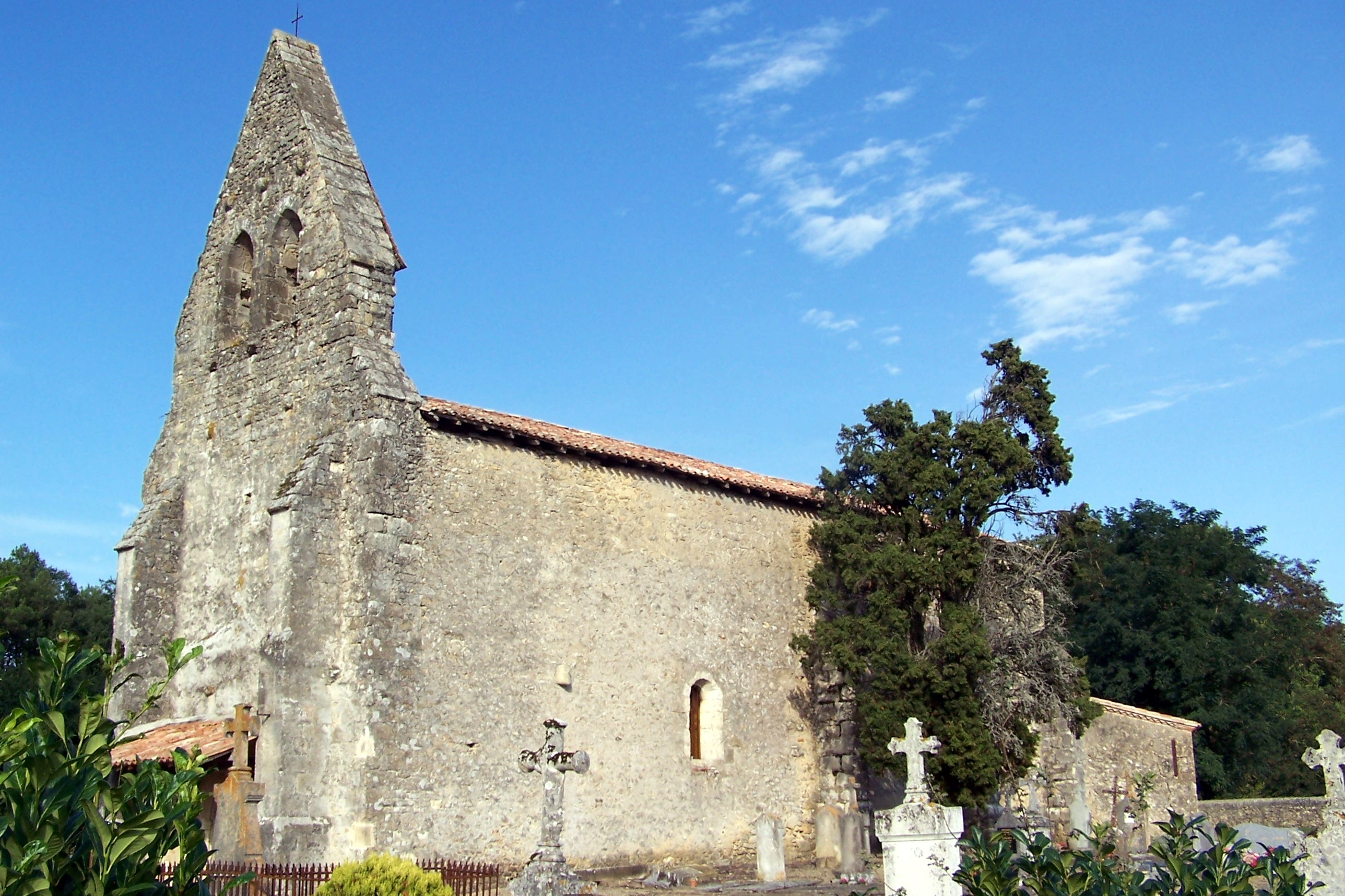
L'église Saint-Christophe de Trazits (sept 2011)
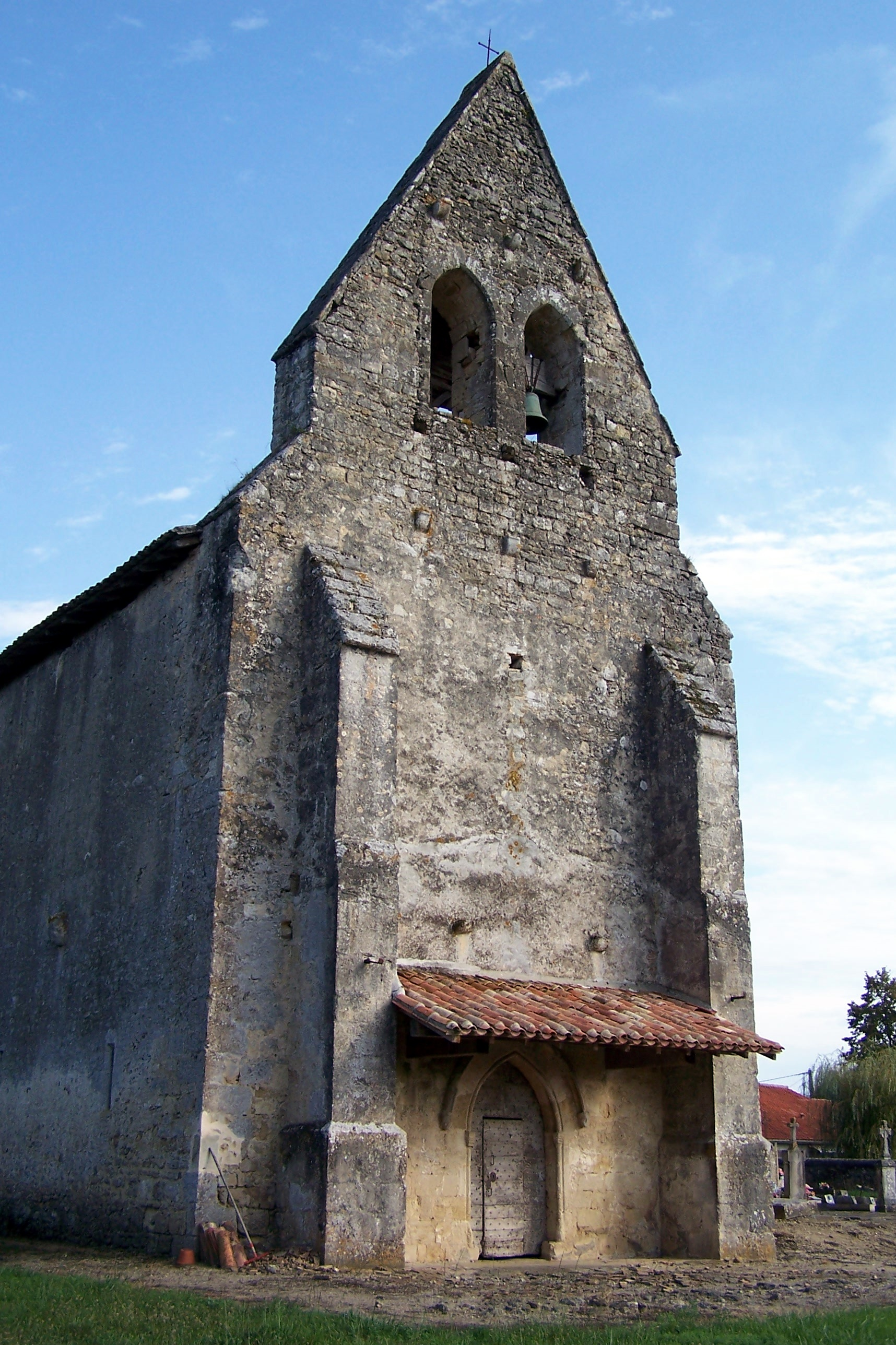
Le clocher-pignon de l'église Saint-Christophe de Trazits (sept 2011)
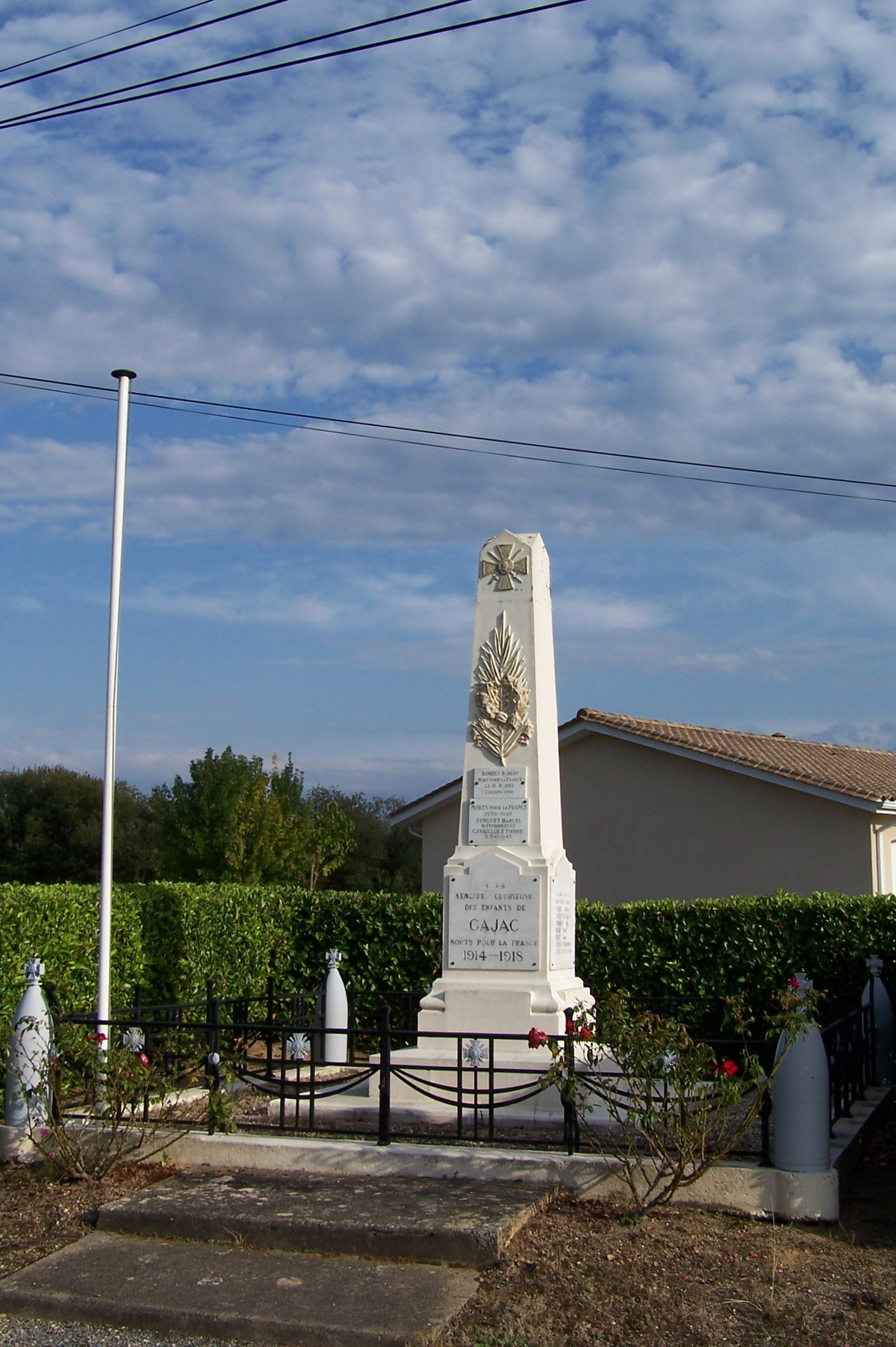
Le monument aux morts le long de la route départementale D9 (sept. 2011)